# Strusie
Strusie, strusiowate – monotypowy rząd (Struthioniformes) oraz rodzina (Struthionidae) ptaków z podgromady ptaków nowoczesnych Neornithes.

## Występowanie
Strusie obejmują nielotne ptaki lądowe, zamieszkujące półpustynie i sawanny Afryki, na terenach na południe od Sahary (cztery podgatunki) oraz Syrię i Półwysep Arabski (podgatunek wymarły około 1940).

## Cechy charakterystyczne
Ptaki te charakteryzują się następującymi cechami:
- największe z żyjących współcześnie ptaków,
- obecność dwóch palców,
- dymorfizm płciowy,
- stadne, żyją w niewielkich grupach,
- poligamiczne,
- świetnie przystosowane do warunków półpustynnych,
- odżywiają się pokarmem mieszanym.

## Systematyka
W rzędzie Struthioniformes wyróżnia się tylko jedną rodzinę Struthionidae, do której należy jeden współczesny i jeden wymarły rodzaj:
- Struthio
- Palaeotis – takson wymarły

Według starych klasyfikacji do rzędu Struthioniformes zaliczało się również taksony:
- kiwi (Apterygidae) – zamiast do rzędu Apterygiformes;
- kazuary (Casuariinae) i emu (Dromaiinae) – zamiast do kazuarowych (Casuariiformes);
- nandu (Rheidae) – zamiast do Rheiformes.

Badania molekularne i niektóre morfologiczne sugerują, że strusie są grupą siostrzaną w stosunku do wszystkich pozostałych współczesnych paleognatycznych (w tym kiwi, emu, kazuarów i nandu).